# (1968) Mehltretter
(1968) Mehltretter (1932 BK) – planetoida z pasa głównego asteroid okrążająca Słońce w ciągu 4,53 lat w średniej odległości 2,74 j.a. Odkryta 29 stycznia 1932 roku.